# Чувашський Пруд
Чувашський Пруд (рос. Чувашский Пруд) — селище у Ашинському районі Челябінської області Російської Федерації.
Входить до складу муніципального утворення Укське сільське поселення. Населення становить 8 осіб (2010).

## Історія
Від 12 листопада 1960 року належить до Ашинського району, утвореного на місці ліквідованого Міньярського району Челябінської області.
Згідно із законом від 9 липня 2004 року органом місцевого самоврядування є Укське сільське поселення.

## Населення
| 2002 | 2010 |
| ---- | ---- |
| 14   | ↘8   |